# George Lucas
George Lucas (Modesto, Kalifornia, 1944. május 14. –) Daytime Emmy-díjas amerikai filmrendező, producer, szövegíró. Leginkább az American Graffiti, a Csillagok háborúja sorozat és az Indiana Jones-trilógiája miatt ismert.

## Gyermekkora
1944-ben született a kaliforniai Modestóban, ami a San Joaquin völgy északi végén gyorsan fejlődő farmközpontnak számított akkoriban. Gyermekkora akár egy Andy Hardy-filmbe is beillett volna: az udvarban cirkuszi mutatványokat, karneválokat rendezett, a közeli parkban pedig házilag barkácsolt, lábhajtású járgányaival versenyzett.
Apjának írószerboltja volt. George gyakran segített neki kicsomagolni és a polcokon elrendezni az árut. Három lánytestvére volt, kettő idősebb nála, egy fiatalabb. Anyja sokat betegeskedett, ezért George-ról rendszerint nővérei és a házvezetőnő gondoskodott. Rajongva imádta az autókat, tizenhatodik születésnapját is megszállottan várta, meg is szerezte a jogosítványt. Első saját kocsija egy aprócska Fiat volt, persze kicsit felspécizve. Később egy Renault-szervizben is kisegített, ahol munkaidő után bent maradhatott bütykölni az autókon. Cross- és gyorsasági versenyeken is indult. Aztán néhány nappal a középiskolai záróvizsgája előtt csaknem halálos balesetet szenvedett. Súlyos tüdősérülése következtében ébredt rá, hogy az élet nem tart örökké, és az embernek ki kell használnia azt a kis időt, amely megadatik.

## Főiskolai évek
A Modestói Főiskolára iratkozott be, mely kétéves képzést adott. Annak idején a gimnázium nagyon untatta, és ez jegyein is megmutatkozott. Ennek ellenére élénk érdeklődést mutatott a pszichológia és az antropológia iránt, valamint írástechnika órákat is vett. Jegyei ezután javultak. A második év végén már könnyedén felvételt nyert a San Franciscó-i Állami Egyetem angol szakára, írói pályára készült. Egy gyermekkori barátja csalta el az USC (Dél-kaliforniai Egyetem) felvételijére, ahol legnagyobb meglepetésére megfelelt. Ezért aztán 1964-ben Los Angelesbe költözött. Két barátjával közösen bérelt lakást. Ekkor ismerkedett meg Haskell Wexler operatőrrel, későbbi jó barátjával. Először az animációs szakra iratkozott be. Az oktatójától kapott feladatot kiválóan teljesítette, egy percnyi nyersanyagból igazi kísérleti művet készített.

## Pályája

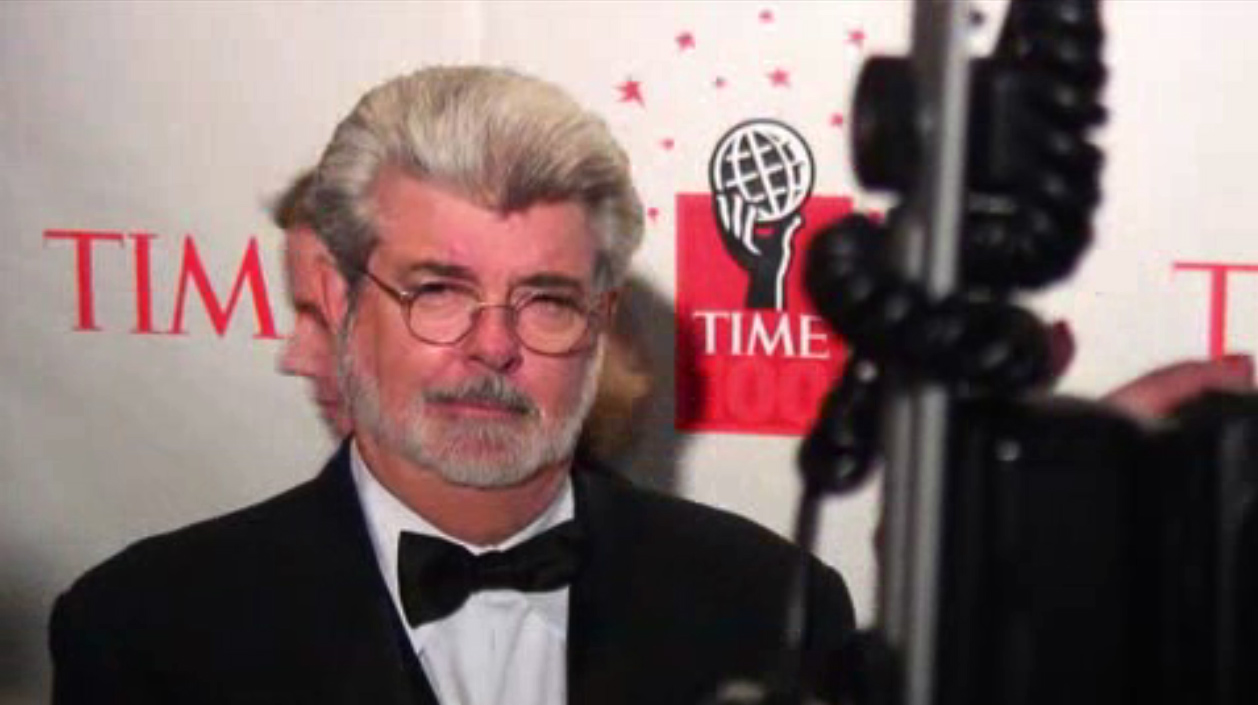
George Lucas a Time 100 2006 gálán

Vizsgái után vágóként, világosítóként és segédoperatőrként vállalt munkát. Tanársegédi állást kapott a főiskola operatőri szakán, ahol tanfolyamot szervezett. Szabadidejében elkezdett dolgozni egy új ötletén, melynek a THX 1138:4EB címet adta. Az osztálya egyik felével kezdett el rajta dolgozni.
Úgy döntött, hogy marad az USC-n és diplomát szerez. Megkezdte a THX vágását, miközben más filmeken is dolgozott mellette. Készített egy dokumentumfilmet egy lemezlovasról, és több rövidfilmet is. Végül munkáit benevezte a Nemzeti Diák-Filmfesztiválra, a THX a fődíjat nyerte el, "A Császár" és a "67.6.18" című filmjei egyaránt különdíjasak lettek.
1967 nyarán bekerült azon négy diák közé, akik lehetőséget kaptak, hogy egy-egy rövidfilmet készítsenek Carl Foreman producer számára a Mackenna aranya forgatásáról. Ősszel elnyert egy ösztöndíjat, és gyakornokként bejutott a Warner Brothershez. Hajnali négytől hétig a THX forgatókönyvén dolgozott, aztán ment forgatni. A stábban szinte minden munkából kivette a részét. Volt kameraman, mikrofonos és művészeti vezető is. Állandóan magánál tartott egy kamerát és egy magnót, melyekkel Francis Ford Coppolát örökítette meg munka közben[forrás?].
Egy gyűlésen ismerkedett meg John Kortyval, aki elmesélte neki, hogy havi 100 dollárért bérelt istállóépületben rendezett be egy stúdiót. Lucas azonnal szólt Coppolának, és megnézték ezt a stúdiót, ennek hatására Francis Európába utazott felszereléseket vásárolni.
Korty segítségével rábukkantak San Franciscóban egy raktárra, mely később az American Zoetrope nevet kapta. Coppola lett az elnöke, Lucas az alelnöke. Coppola és Lucas barátai sorra léptek be az American Zoetrope-ba.
Akkoriban George-ot a fotózás, az animáció és a vágás érdekelte. Ezek kombinációja adta új megszállottságát, az absztrakt filmek készítését. Úgy tervezte, avantgárd filmeket készít majd. 1980-ban kezdődött meg a Skywalker Ranchon az építkezés.

## Munkássága

### Iskolai és rövidfilmek

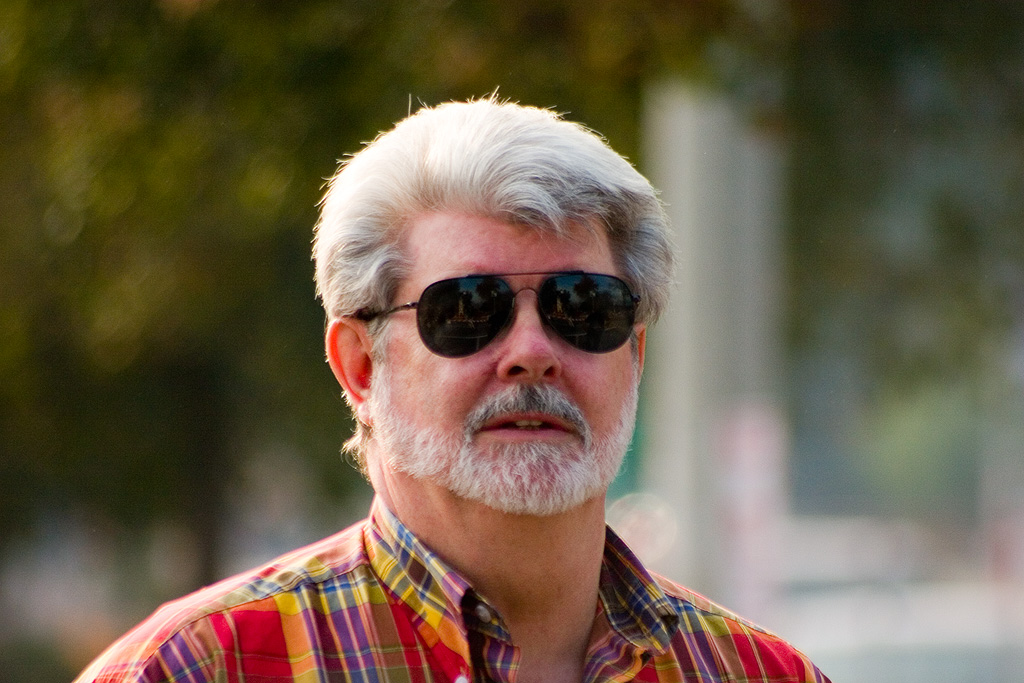
George Lucas

- Az életből ellesve (1965 – első filmje, egy perc hosszú, az USC animációs foglalkozására készült)
- Herbie (1966 – Lucas és Paul Golding közös filmje az USC-n készült képkompozíciós gyakorlat)
- 1:42:08 (1966 – Írta és rendezte)
- A Császár (1967 – Dokumentumfilm egy Los Angeles-i lemezlovasról, rendezte)
- THX 1138:4EB (1967 – Írta és rendezte)
- Akárki Hogyishívják városából (1967 – Rendezte, és Paul Goldinggal írta)
- 67.6.18.-6.18.67 (1967 – Tervezte és rendezte, dokumentumfilm Carl Foreman produkciójának, a Mackenna aranyának forgatásával kapcsolatban)
- Filmrendező (1968 – Dokumentumfilm Francis Ford Coppoláról, írta, fényképezte, vágta és rendezte)

### Mozifilmek
- THX 1138 (1971. március 11.) (rendező, forgatókönyv, vágó)
- American Graffiti (1973. augusztus 1.) (rendező, forgatókönyv)
  - Oscar jelölések: legjobb film, legjobb rendező, legjobb eredeti forgatókönyv, legjobb vágás, legjobb női mellékszereplő
- Csillagok háborúja IV: Egy új remény (1977. május 25.) (produkcióvezető, író, rendező)
  - Oscar-jelölések: legjobb film, legjobb eredeti forgatókönyv, legjobb rendező, legjobb férfi mellékszereplő
  - Oscar-díjak: legjobb eredeti zene, legjobb vágás, legjobb hang, legjobb művészeti vezetés és díszlet, legjobb jelmez, legjobb vizuális effektusok
  - Az Amerikai Filmakadémia különleges díja hangeffektus-alkotásért.
- More American Graffiti (1979. augusztus 3.) (produkcióvezető)
- Csillagok háborúja V: A Birodalom visszavág (1980. május 21.) (produkcióvezető)
  - Oscar-jelölések: legjobb művészeti vezetés és díszlet, legjobb eredeti zene
  - Oscar-díj: legjobb hang
  - Az Amerikai Filmakadémia különleges díja hangeffektus-alkotásért.
- Az elveszett frigyláda fosztogatói (1981. június 12.) (produkcióvezető)
  - Oscar-jelölések: legjobb film, legjobb rendező, legjobb operatőr, legjobb eredeti zene
  - Oscar-díjak: legjobb művészeti vezetés, legjobb hang, legjobb vágás, legjobb vizuális effektusok
  - Az Amerikai Filmakadémia különleges díja hangeffektus-alkotásért.
- Kétszer volt, hol nem volt (1982. augusztus) (produkcióvezető)
- Csillagok háborúja VI: A Jedi visszatér (1983. május 25.) (produkcióvezető, forgatókönyv)
  - Az Amerikai Filmakadémia különleges díja hangeffektus-alkotásért.
  - Oscar-jelölések: legjobb művészeti vezetés és díszlet, legjobb hangeffektus-vágás, legjobb eredeti zene, legjobb hang
- Indiana Jones és a Végzet Temploma (1984. május 23.) (produkcióvezető)
  - Oscar-jelölés: legjobb eredeti zene
  - Oscar-díj: legjobb vizuális effektusok
- Misima (1985. szeptember) (produkcióvezető)
- Latino (1986. február)
- Fantasztikus labirintus (1986. június 27.) (produkcióvezető)
- Howard, a kacsa (1986. augusztus 1.) (produkcióvezető)
- EO kapitány (1986. szeptember 13.) (produkcióvezető, forgatókönyv)
- Willow (1988. május 20.) (produkcióvezető)
  - Oscar-jelölések: legjobb hangeffektus-vágás, legjobb vizuális effektusok.
- Tucker: Az ember és az álma (1988. augusztus 12.) (produkcióvezető)
  - Oscar-jelölések: legjobb művészeti vezetés és díszlet, legjobb jelmez, legjobb férfi mellékszereplő.
- Indiana Jones és az utolsó keresztes lovag (1989. május 24.) (produkcióvezető)
  - Oscar-jelölések: legjobb eredeti zene, legjobb hang.
  - Oscar-díj: legjobb hangeffektus-vágás.
- Az ifjú Indiana Jones kalandjai (1992 – 1996) (történet, produkcióvezető)
- Csillagok háborúja I: Baljós árnyak (1999) (rendező, forgatókönyvíró, produkcióvezető)
- Csillagok háborúja II: A klónok támadása (2002) (rendező, társ-forgatókönyvíró, produkcióvezető)
- Csillagok háborúja III: A Sith-ek bosszúja (2005) (rendező, forgatókönyvíró, produkcióvezető)
- Red Tails (2008)
- Indiana Jones és a kristálykoponya királysága (2008) (történet, produkcióvezető)
- A klónok háborúja (animációs film, 2008) (producer)

### Tévéfilmek
- Ewok-kaland: Bátrak karavánja (1984. november 25. – Produkcióvezető)
  - Emmy-jelölés: kiemelkedő vizuális effektusok.
  - Emmy-díj: kiemelkedő gyermekműsor.
- Ewokok és droidok kaland-órája (1985. szeptember 7.)
- Harc az Endor bolygón (1985. november 24. – Produkcióvezető)
  - Emmy-jelölések: kiemelkedő gyermekműsor, minisorozat vagy kiemelkedő hangkeverés.
  - Emmy-díj: kiemelkedő vizuális effektusok.
- A Nagy Heep (1986. június 7.)
- Ewokok (1986. november 1.)
- Kész bolondokháza (1990. szeptember 14.)
- Az ifjú Indiana Jones kalandjai (1992. március 4. – Produkcióvezető)

### Részvétele nem Lucas-produkciókban
- Árnyékharcos (1980. október)
- A test melege (1981. augusztus)
- Vissza Óz földjére (1985. június)
- Powaqqatsi (1988. április)
- Őslények országa (1988. november 18.)

## Magyarul megjelent művei
- Csillagok háborúja. Tudományos fantasztikus regény; ford. Gömöri Péter, utószó Kuczka Péter; Kozmosz Könyvek, Bp., 1980 (Kozmosz fantasztikus könyvek)
- Csillagok háborúja; ford. Gömöri Péter; 3. átdolg., jav. kiad.; Valhalla Páholy, Bp., 1993
- Suzanne Weyn: Indiana Jones és a Végzet Temploma; történet George Lucas, Philip Kaufman, forgatókönyv Willard Huyck, Gloria Katz, ford. Rákócza Richárd; Lazi, Szeged, 2008 (Indiana Jones ifjúsági sorozat)